# 颱風碧利斯 (2000年)
颱風碧利斯（英語：Typhoon Bilis，國際編號：0010，聯合颱風警報中心：18W，菲律賓大氣地球物理和天文管理局：Isang）為2000年太平洋颱風季第十個被命名的風暴。「碧利斯」一名由菲律賓提供，是「快速」的意思。
碧利斯以五級颱風的強度登陸台灣台東縣成功鎮，在台灣本島上帶來17級風力和暴雨，並於福建、浙江一帶造成嚴重災情。雖然如此，由於台灣並非世界氣象組織颱風委員會成員，而且當時並無委員國提議除名，「碧利斯」這個名字並沒有因此而退役。直到2006年同名颱風在中國大陸和台灣造成超過800人死亡或失蹤後，「碧利斯」這個名字才被永久退役。

## 發展過程

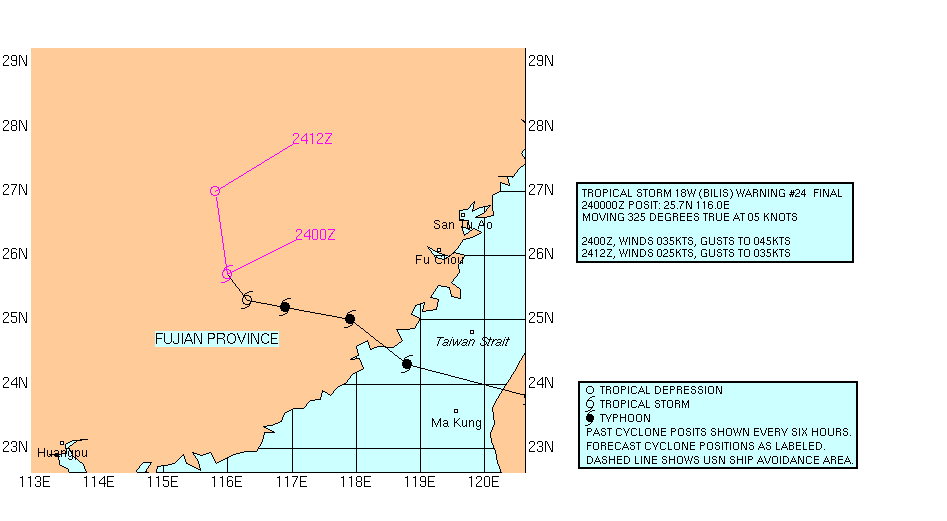
聯合颱風警報中心預報圖

8月18日UTC12時，一熱帶低氣壓在雅蒲島西北海面上生成。它在副熱帶高壓脊的引導下，穩定地向西北移動。8月19日UTC6時，該熱帶低氣壓增強為熱帶風暴，並命名為碧利斯。UTC18時，碧利斯增強為強烈熱帶風暴。8月20日UTC12時，碧利斯在菲律賓呂宋島東北面增強為颱風，最高持續風速為110kt，一分鐘平均風速140kts。其後碧利斯轉向西北偏西移動，直趨台灣，同時在良好的大氣環境下穩定地增強。碧利斯於8月22日UTC14時30分（當地時間22時30分）於台灣台東縣成功鎮登陸，大約4小時半後在雲林縣口湖鄉附近進入台灣海峽。碧利斯並沒有受台灣中央山脈的嚴重破壞，出海時仍達颱風強度。8月23日UTC4時左右（當地時間中午時分），碧利斯於福建省泉州晉江市東石鎮附近作第二次登陸。隨後，碧利斯繼續向內陸推進並迅速減弱。UTC6時，碧利斯減弱為熱帶風暴。UTC12時，碧利斯減弱為熱帶低氣壓。隨後它受西風槽影響，逐漸轉向東北偏北移動。8月25日UTC18時，碧利斯在黃海轉化為溫帶氣旋。8月27日UTC6時，碧利斯登陸北韓黃海南道延安郡一帶。UTC12時，完全消散。

## 影響

### 臺灣
當地發佈最高熱帶氣旋警告信號：海上陸上颱風警報
| 氣象測站 | 持續風力                | 持續風力          | 持續風力   | 持續風力   | 陣風                      | 陣風              | 陣風       | 陣風       | 備註                                                                                   |
| 氣象測站 | 發生時間                | 風暴名稱          | 風速 (m/s) | 蒲福氏風級 | 發生時間                  | 風暴名稱          | 風速 (m/s) | 蒲福氏風級 | 備註                                                                                   |
| -------- | ----------------------- | ----------------- | ---------- | ---------- | ------------------------- | ----------------- | ---------- | ---------- | -------------------------------------------------------------------------------------- |
| 臺北     | 1962年8月               | 歐珀 (Opal)       | 33         | 12級       | 1962年8月                 | 歐珀 (Opal)       | 49.1       | 15級       |                                                                                        |
| 澎湖     | 1949年9月               | 尼利 (Nelly)      | 37         | 13級       | 1986年8月                 | 韋恩 (Wayne)      | 68         | >17級      |                                                                                        |
| 恆春     | 1953年8月               | 莉泰 (Rita)       | 36         | 12級       | 2016年9月                 | 莫蘭蒂 (Meranti)  | 52.2       | 16級       |                                                                                        |
| 臺中     | 1969年9月               | 艾爾西 (Elsie)    | 21.7       | 9級        | 1969年9月                 | 艾爾西 (Elsie)    | 39         | 13級       |                                                                                        |
| 臺南     | 1952年11月              | 貝絲 (Bess)       | 31         | 11級       | 1987年9月                 | 傑魯得 (Gerald)   | 45.6       | 14級       |                                                                                        |
| 臺東     | 1965年6月               | 黛納 (Dinah)      | 43         | 14級       | 2016年7月8日上午4時36分   | 尼伯特 (Nepartak) | 57.2       | 17級       | 自1901年建站以來最大陣風紀錄                                                           |
| 花蓮     | 2005年10月2日上午5時8分 | 龍王 (Longwang)   | 45.2       | 14級       | 2005年10月2日上午5時12分  | 龍王 (Longwang)   | 64.9       | >17級      | 自1948年有觀測紀錄以來最大持續風力及最大陣風                                           |
| 高雄     | 1962年10月              | 黛納 (Dinah)      | 35.3       | 12級       | 1977年7月24日             | 賽洛瑪 (Thelma)   | 53         | 16級       | 此測站為屬署高雄氣象站，並非代表全高雄的測站，因此高雄測站測得最大陣風仍為賽洛瑪颱風。 |
| 鞍部     | 1971年7月               | 娜定 (Nadine)     | 43         | 14級       | 2015年9月28日下午5時23分  | 杜鵑 (Dujuan)     | 54.5       | 16級       | 自1937年建站以來最大陣風紀錄                                                           |
| 竹子湖   | 1977年7月               | 薇拉 (Vera)       | 42         | 14級       | 1985年8月                 | 尼爾森 (Nelson)   | 66         | >17級      |                                                                                        |
| 阿里山   | 1952年11月              | 貝絲 (Bess)       | 27.5       | 9級        | 2006年7月25日上午0時31分  | 凱米 (Kaemi)      | 38.1       | 13級       |                                                                                        |
| 日月潭   | 1956年9月               | 黛納 (Dinah)      | 25         | 10級       | 1986年8月                 | 韋恩 (Wayne)      | 54         | 16級       |                                                                                        |
| 玉山     | 1971年7月               | 娜定 (Nadine)     | 40         | 13級       | 2006年7月25日上午1時15分  | 凱米 (Kaemi)      | 51.5       | 16級       |                                                                                        |
| 彭佳嶼   | 1966年9月               | 寇拉 (Cora)       | 62.7       | >17級      | 1966年9月                 | 寇拉 (Cora)       | 80         | >17級      |                                                                                        |
| 宜蘭     | 1962年8月               | 歐珀 (Opal)       | 50.7       | 15級       | 1962年8月                 | 歐珀 (Opal)       | 66         | >17級      |                                                                                        |
| 新竹     | 1961年9月               | 波密拉 (Pamela)   | 33.4       | 12級       | 1961年9月                 | 波密拉 (Pamela)   | 42.7       | 14級       | 1991年遷至竹北現址                                                                     |
| 大武     | 1962年10月              | 黛納 (Dinah)      | 31.3       | 11級       | 2012年8月24日上午4時19分  | 天秤 (Tembin)     | 59.1       | 17級       |                                                                                        |
| 成功     | 2000年8月22下午10時47分 | 碧利斯 (Bilis)    | 52.3       | 16級       | 2000年8月22日下午10時41分 | 碧利斯 (Bilis)    | 78.4       | >17級      |                                                                                        |
| 蘭嶼     | 1961年5月               | 貝蒂 (Betty)      | 74.7       | >17級      | 2023年10月                | 小犬 (Koinu)      | 95.2       | >17級      |                                                                                        |
| 淡水     | 1961年9月               | 波密拉 (Pamela)   | 36.7       | 12級       | 1971年7月                 | 娜定 (Nadine)     | 46.9       | 15級       |                                                                                        |
| 基隆     | 1959年8月               | 瓊安 (Joan)       | 43         | 14級       | 1971年9月                 | 貝絲 (Bess)       | 67         | >17級      |                                                                                        |
| 東吉島   | 1986年8月               | 韋恩 (Wayne)      | 49.1       | 15級       | 1987年9月                 | 傑魯得 (Gerald)   | 70         | >17級      | 1962年建站                                                                             |
| 嘉義     | 1986年8月               | 韋恩 (Wayne)      | 27.5       | 10級       | 1986年8月                 | 韋恩 (Wayne)      | 42.7       | 14級       | 1968年建站                                                                             |
| 梧棲     | 1986年9月               | 艾貝 (Abby)       | 33         | 12級       | 2016年9月27日             | 梅姬 (Megi)       | 57.2       | 17級       | 1976年建站                                                                             |
| 蘇澳     | 1994年9月               | 葛拉絲 (Gladys)   | 40.2       | 13級       | 1994年9月                 | 葛拉絲 (Gladys)   | 68.6       | >17級      | 1981年建站                                                                             |
| 板橋     | 2015年8月8日上午3時23分 | 蘇迪勒 (Soudelor) | 19         | 8級        | 2015年8月8日上午3時19分   | 蘇迪勒 (Soudelor) | 36.7       | 12級       | 2002年建站                                                                             |
| 馬祖     | 2005年9月1日上午10時9分 | 泰利 (Talim)      | 24         | 9級        | 2015年8月8日下午2時16分   | 蘇迪勒 (Soudelor) | 48.9       | 15級       | 2003年建站                                                                             |
| 金門     | 2016年9月15日凌晨3時4分 | 莫蘭蒂 (Meranti)  | 42.2       | 14級       | 2016年9月15日凌晨2時57分  | 莫蘭蒂 (Meranti)  | 61.7       | >17級      | 2004年建站                                                                             |
| 新屋     | 2015年8月8日上午5時6分  | 蘇迪勒 (Soudelor) | 29.7       | 11級       | 2015年8月8日上午5時3分    | 蘇迪勒 (Soudelor) | 47         | 15級       | 2013年建站                                                                             |
| 田中     | 2024年7月25日下午6時分  | 凱米 (Gaemi)      | 9.6        | 5級        | 2024年7月25日下午6時26分  | 凱米 (Gaemi)      | 23.7       | 9級        | 2020年建站                                                                             |
| 新北     | 2023年8月4日上午1時分   | 康芮(Kong-rey)    | 13.3       | 6級        | 2023年8月4日上午1時48分   | 康芮(Kong-rey)    | 34.7       | 12級       | 2023年建站                                                                             |

8月21日上午8時25分，中央氣象局發佈海上颱風警報。下午2時45分，中央氣象局發佈陸上颱風警報。
8月23日下午8時5分，中央氣象局解除所有颱風警報。
碧利斯在台灣造成最少11人死亡，80人受傷，434棟房屋倒塌，超過1800間房屋損毀，100萬戶電力供應中斷，數十萬戶食水供應中斷。碧利斯在台灣造成約1.3億美元的經濟損失，以花蓮縣、台中縣受災最為嚴重。
在碧利斯吹襲期間，花蓮縣玉里鎮測得912毫米的雨量，台東縣成功鎮更測出了每秒78.4公尺（相當於17級以上）的最大陣風，打破台灣本島氣象站有史以來的紀錄。

### 中国大陆
碧利斯在中國大陸造成最少57人死亡，1077人受傷或失蹤。與風暴相關的龍捲風吹襲了浙江溫州樂清市附近四條村，摧毀了20幢建築物，另有130幢損壞。碧利斯在中國大陸造成約5.34億美元的經濟損失。

### 香港
當地發佈最高熱帶氣旋警告信號： 一號戒備信號
一號戒備信號在八月二十三日上午6時正懸掛，當時碧利斯位於香港東北偏東約550公里。受到碧利斯的環流的影響，本地風力有所增強，天氣也漸轉不穩定，有幾陣狂風驟雨及雷暴。香港天文台總部在八月二十三日下午4時49分錄得最低瞬時海平面氣壓為996.7百帕斯卡。碧利斯在下午6時左右最接近本港，當時它位於香港東北面約430公里。由於碧利斯迅速減弱並進一步移入內陸，所有熱帶氣旋警告信號在下午7時15分除下。
碧利斯過後，與其相聯的西南氣流在八月二十四日的清晨為香港帶來暴雨。黑色暴雨警告信號在早上3時05分發出，到早上5時55分才取消。港島南區雨量最多，淺水灣及鶴咀都在一小時內錄得超過100毫米的雨量，由午夜至早上5時的五個小時內則錄得超過300毫米的雨量。
在暴雨下，本港有逾92宗水浸及23宗山泥傾瀉。港島區情況最為嚴重。在皇后大道東，由金鐘至摩理臣山道的一段，水深一度達一米。區內不少銀行、店鋪及大廈皆受影響。跑馬地馬場也有水浸，部分投注終端機受損。薄扶林村則水深一度達二米，多名村民由消防員救離。在八月二十四日下午，元朗一個家庭共12人被雨水圍困，由消防員協助脫險。香港公園附近發生山泥傾瀉，泥沙從香港公園沖至法院道，公園內部分設施遭山泥破壞，法院道亦需暫時封閉。
暴雨亦造成多處道路下陷。在石澳道，路陷嚴重，要封閉多時。
強烈季候風信號也一度懸掛。

## 熱帶氣旋警告使用記錄

### 臺灣
| 中央氣象局 颱風警報 | 中央氣象局 颱風警報 | 中央氣象局 颱風警報 |
| ------------------- | ------------------- | ------------------- |
| 上一熱帶氣旋        | 海上颱風警報        | 下一熱帶氣旋        |
| 中度颱風啟德        | 海上颱風警報        | 中度颱風巴比侖      |
| 中度颱風啟德        | 陸上颱風警報        | 中度颱風巴比侖      |

### 香港
| 香港天文台 熱帶氣旋警告信號 | 香港天文台 熱帶氣旋警告信號 | 香港天文台 熱帶氣旋警告信號 |
| --------------------------- | --------------------------- | --------------------------- |
| 上一熱帶氣旋                | 一號戒備信號                | 下一熱帶氣旋                |
| 熱帶低氣壓08W               | 一號戒備信號                | 強烈熱帶風暴瑪莉亞          |

## 外部連結
- （日語）http://www.jma.go.jp/ （页面存档备份，存于） 日本氣象廳首頁
- （英文）http://www.usno.navy.mil/JTWC/ （页面存档备份，存于） 聯合颱風警報中心首頁
- （简体中文）https://web.archive.org/web/20120928121548/http://www.nmc.gov.cn/ 中央氣象台首頁
- （繁體中文）http://www.cwb.gov.tw/ （页面存档备份，存于） 中央氣象局首頁
- （繁體中文）http://www.hko.gov.hk/ （页面存档备份，存于） 香港天文台首頁
- （繁體中文）http://www.smg.gov.mo/ （页面存档备份，存于） 澳門地球物理暨氣象局首頁

| 首任 | 太平洋颱風季名稱 碧利斯 Bilis | 繼任 2006年 |